# Sven Bjelf
Sven Olov Sigurd Bjelf, född 5 december 1932 i Arvika, död 12 juni 1999 i Järfälla församling, var en svensk kommunistisk politiker och tidningsman.
Bjelf arbetade som metallarbetare i Arvika och Stockholm 1948-1952 samt 1957-1960, var bokhandlsmedhjälpare 1952-1955 och ungdomsinstruktör 1955-1956. Han började 1960 som journalist vid Norrskensflamman, som då gavs ut som dagstidning i Luleå, blev tidningens redaktionssekreterare 1967, ansvarig utgivare 1969, var chefredaktör 1977-1979, och politisk redaktör 1980-1988.
Sven Bjelf gick redan från starten med i Arbetarpartiet Kommunisterna (APK), som tillkom 1977 genom en av riksdagsledamoten Rolf Hagel anförd utbrytning ur Vänsterpartiet Kommunisterna (VPK). Vid uppbrottet från VPK hade Norrskensflamman följt med till APK. Sedan Norrskensflamman, inom partiet vanligen kallad Flamman, i början av år 1989 - på initiativ av sin dåvarande chefredaktör Alf Lövenborg - hade brutit med APK blev Bjelf istället redaktör för partiets månadsmagasin Riktpunkt. 
När APK gick i konkurs 1995 tillhörde Sven Bjelf jämte hustrun Gretel den skara som kvarstod kring APK:s partiledare Rolf Hagel. Det bildades nu tre fraktioner, alla med namnet Sveriges kommunistiska parti (SKP). Sveriges kommunistiska parti (1995) var den första gruppen. Den andra gruppen Sveriges kommunistiska parti (John Takman) fanns runt John Takman och Evert Karlsson, denna förespråkade en väntetid innan man skulle bilda ett nytt kommunistparti. Den tredje gruppen samlades kring Sten Gunnarsson, Jonas Flodén ("Jonas af Roslagen") och Ingvar Lööv.

1984 gav Bjelf ut boken Anna, Erika, Ture och andra svenskar i Sovjetunionen på förlaget Progress i Moskva, i serien Intryck från Sovjet. Boken handlar om sovjetsvenskar, den bredare kategori där bland annat Kirunasvenskarna ingår. Den byggde dels på intervjuer genomförda i Sovjetunionen 1981-1982, och dels på intervjuer i Norrbotten med hemvända sovjetsvenskar.